# تاتنهال
تاتنهال (به انگلیسی: Tattenhall) یک روستا در بریتانیا است که در ناحیه تاتنهال واقع شده‌است. تاتنهال ۲٬۰۷۹ نفر جمعیت دارد.